# Amlach
Amlach este un oraș în districtul Lienz din landul Tirol, Austria.